# Altenfeld
Altenfeld é uma vila e antigo município da Alemanha localizado no distrito de Ilm-Kreis, estado da Turíngia.  Pertence ao Verwaltungsgemeinschaft de Großbreitenbach. Atualmente, forma parte do município de Großbreitenbach.

## Demografia
Evolução da população:
| ano  | população |
| ---- | --------- |
| 1910 | 1.526     |
| 1955 | 1.750     |
| 1977 | 1.573     |
| 1987 | 1.500     |
| 1994 | 1.233     |
| 1995 | 1.218     |
| 1996 | 1.201     |
| 1997 | 1.184     |

| ano  | população |
| ---- | --------- |
| 1998 | 1.192     |
| 1999 | 1.178     |
| 2000 | 1.166     |
| 2001 | 1.166     |
| 2002 | 1.150     |
| 2003 | 1.133     |
| 2004 | 1.121     |
| 2005 | 1.103     |

 Fonte a partir de 1994: Thüringer Landesamt für Statistik